# Качалкент
Качалкент (лезг. Къецел, Къачал) — село в Сулейман-Стальском районе Дагестана. Входит в состав сельского поселения сельсовет Цмурский.

## География
Расположено в 10 км к западу от райцентра села Касумкент, на правом берегу реки Шанкам.

## Население
| 1886 | 1926 | 1939 | 1970 | 1989 | 2002 | 2010 |
| ---- | ---- | ---- | ---- | ---- | ---- | ---- |
| 241  | ↘217 | ↗240 | ↘206 | ↘125 | ↗237 | ↗256 |
| 2021 |      |      |      |      |      |      |
| ↘147 |      |      |      |      |      |      |